# Verwaltungsgemeinschaft Laucha-Schwarzeiche
In der Verwaltungsgemeinschaft Laucha-Schwarzeiche des Saalekreises in Sachsen-Anhalt waren zwei Gemeinden zur Erledigung der Verwaltungsgeschäfte zusammengeschlossen. Der Name stammt von den beiden Flüssen Laucha und Schwarzeiche.

## Die Gemeinden
- Delitz am Berge
- Stadt Schafstädt

## Geschichte
Die Verwaltungsgemeinschaft wurde zunächst mit Wirkung vom 22. März 2005 aufgelöst. Die Stadt Schafstädt wurde in die Verwaltungsgemeinschaft Bad Lauchstädt eingegliedert, Delitz am Berge wurde verwaltungsgemeinschaftsfreie Einheitsgemeinde.
Die Gemeinde Delitz am Berge legte gegen die Auflösung Widerspruch ein. Mit Beschluss vom 5. April 2005 stellte das Verwaltungsgericht Halle (Saale) fest, dass die Verwaltungsgemeinschaft Laucha-Schwarzeiche mit den Mitgliedsgemeinden Schafstädt und Delitz am Berge fortbesteht.
Am 1. Januar 2008 wurde die Verwaltungsgemeinschaft aufgelöst und die beiden Gemeinden in die Stadt Bad Lauchstädt eingegliedert.